# 史河路
史河路，安徽省合肥市的一条东西向次干道，得名自淮河支流史河，道路起自西一环路，途径蜀山区五里墩街道多个大型居民小区后止于樊洼路。沿路有合肥理工学院、安徽省中西医结合医院、合肥市颐和中学、合肥市颐和佳苑小学、合肥市凤凰城小学等。

## 轨道交通
- █ 3号线：南新庄站
- █ S1线：史河路站